# Список національних історичних місць Канади в місті Квебек
Тут наведено список національних історичних місць у місті Квебек (англ. List of National Historic Sites of Canada in Quebec City, фр. Liste des lieux historiques nationaux du Canada à Québec), провінція Квебек. У Квебеку та його анклавах є 37 національних історичних пам'яток, з яких сімома керують Парки Канади (позначені нижче значком бобра). Першим національним історичним об'єктом, визначеним у Квебеку, був форт Шарльбур-Рояль у 1923 році.
Численні національні історичні події також відбулися в місті Квебек і ідентифіковані в місцях, пов'язаних з ними та позначені такою самою федеральною табличкою, яка позначає національні історичні місця. Подібним чином у всьому місті вшанована пам'ять кількох національних історичних осіб. Маркери не вказують, яке позначення — сайт, подія чи особа — було дано суб'єкту.
Національні історичні місця, розташовані в інших місцях провінції Квебек, перераховані в національних історичних місцях Квебеку, а для Монреаля — у національних історичних місцях у Монреалі.
У цьому списку використовуються назви, визначені Національною радою історичних місць і пам'яток, які можуть відрізнятися від назв цих місць, наведених в інших джерелах.

## Національні історичні місця
Вікісховище має мультимедійні дані за темою: National Historic Sites in Quebec City
| Об'єкт                                      | Дата(и)                                                         | Включений | Місце                                                                                            | Опис | Зображення |
| ------------------------------------------- | --------------------------------------------------------------- | --------- | ------------------------------------------------------------------------------------------------ | --- | --- |
| Будинки № 57-63 по вул. Сен-Луї             | 1705-1811 (період спорудження)                                  | 1969      | Місто Квебек 46°48′39.35″ пн. ш. 71°12′30.53″ зх. д. / 46.8109306° пн. ш. 71.2084806° зх. д.     | Три кам'яні будинки початку 18 ст. - 19 ст. в межах мурів горішнього міста Квебек у підніжжі парку Cavelier du Moulin; характерна група будівель часів Нової Франції | View of St. Louis Street, with 57-63 St. Louis Street visible on the left side of the photograph                             |
| Будинок Беланже-Жерардін                    | 1735 (завершений)                                               | 1982      | Beauport 46°51′33.32″ пн. ш. 71°11′31.09″ зх. д. / 46.8592556° пн. ш. 71.1919694° зх. д.         | Півтораповерховий кам'яний будинок зі стрімким дахом у Бопорі, одному з перших маєтків (seigneuries) Нової Франції; один з небагатьох вцілілих будинків, споруджених у тодішній сільській місцевості коло Квебека | View of Bélanger-Girardin House                                                                                              |
| Кладовище Бет-Ізраель                       | 1840-58 (придбання ділянки)                                     | 1992      | Місто Квебек 46°47′4.15″ пн. ш. 71°15′34.79″ зх. д. / 46.7844861° пн. ш. 71.2596639° зх. д.      | З часів 19 ст. більшість мешканців єврейської громади міста Квебек поховані на цьому кладовищі; його вік, похоронний дім, порядок розміщення надгробків, їхнє різьблення - узори і символи - є цікавим представленням єврейської цвинтарної традиції | View of Beth Israel Cemetery                                                                                                 |
| Каплиця Бон-Пастер                          | 1868 (completed)                                                | 1975      | Місто Квебек 46°48′26.49″ пн. ш. 71°13′4.48″ зх. д. / 46.8073583° пн. ш. 71.2179111° зх. д.      | Прямокутна п'ятиповерхова каплиця з кам'яним фасадом і з двоскатним дахом, яка є частиною монастиря Сестер Доброго Пастиря з інтер'єрами, створеними Шарлем Беларже; вважається видатним твором сакральної архітектури Квебека | Exterior view of the Bon-Pasteur Chapel                                                                                      |
| Театр Капітоль / Аудиторіум Квебека         | 1903 (завершено)                                                | 1986      | Місто Квебек 46°48′46.24″ пн. ш. 71°12′50.06″ зх. д. / 46.8128444° пн. ш. 71.2139056° зх. д.     | Визначний зразок стилю боз-ар для театру з заокругленим фасадом - прикладом театрів періоду Belle Époque | Exterior view of the Capitol Theatre / Quebec Auditorium                                                                     |
| Картьє-Бребеф                               | 1535-6 (місце зимівлі Картьє)                                   | 1958      | Місто Квебек 46°49′31.01″ пн. ш. 71°14′22.7″ зх. д. / 46.8252806° пн. ш. 71.239639° зх. д.       | Парк на площі 6,8 га, прилеглий до річки Saint-Charles River, поблизу колишнього селища народу ірокезів Страдкона; площа зимівлі Жака Картьє в 1535-1536 рр. та першої резиденції місіонерів-єзуїтів у Квебеку в 1625—1626 рр. | Monument at Cartier-Brébeuf                                                                                                  |
| Шато-Фронтенак                              | 1893 (завершення першої фази)                                   | 1981      | Місто Квебек 46°48′42.99″ пн. ш. 71°12′17.76″ зх. д. / 46.8119417° пн. ш. 71.2049333° зх. д.     | Імпозантний готель, збудований на скелі понад річкою Святого Лаврентія; перший із серії готелів у стилі «шато», взятому за зразок і поширеному залізничними компаніями Канади наприкінці 19-го — на початку 20 ст. для заохочення мандрівок залізницею | Exterior view of Château Frontenac                                                                                           |
| Шарльбург-Рояль                             | 1541 (утворення)                                                | 1923      | Кап-Руж (Квебек) 46°44′53.35″ пн. ш. 71°20′29.72″ зх. д. / 46.7481528° пн. ш. 71.3415889° зх. д. | Колишнє місце двох укріплень 16 ст., закладених 1541 р. Жаком Картьє і покинутих у 1543; перша французька колонія в Північній Америці | Monumment of Fort Charlesbourg Royal                                                                                         |
| Укріплення Квебека                          | 1608-1871 (період будови)                                       | 1948      | Місто Квебек 46°48′35.9″ пн. ш. 71°12′41.79″ зх. д. / 46.809972° пн. ш. 71.2116083° зх. д.       | Історичні фортифікації, що заклали початок місту Квебек, зведені Самюелем де Шампленом, розміщені на плато понад спливом двох рік — Святого Лаврентія і річки Сент-Чарлз — єдине з уцілілих міських укріплень у Північній Америці | Part of the top of Kent gate, seen from above                                                                                |
| Будинок Анрі Стюарта                        | 1849 (завершено)                                                | 1999      | Місто Квебек 46°48′8.99″ пн. ш. 71°13′26.09″ зх. д. / 46.8024972° пн. ш. 71.2239139° зх. д.      | Цегляний котедж, розміщений у саду, помітний приклад стилю "cottage orné" у Квебеку, що нагадує естетику стилю picturesque, яка подобалась британським поселенцям | Exterior view of Henry-Stuart House                                                                                          |
| Англіканський собор Святої Трійці           | 1804 (завершено)                                                | 1989      | Місто Квебек 46°48′46.08″ пн. ш. 71°12′23.76″ зх. д. / 46.8128000° пн. ш. 71.2066000° зх. д.     | Простий паладіанський стиль церкви, принесений як знак британського класицизму до Квебека; перший англіканський кафедральний собор поза Британськими островами | Exterior view of Holy Trinity Anglican Cathedral                                                                             |
| Кладовище Загальної лікарні Квебека         | 1755 (закладено)                                                | 1999      | Нотр-Дам-де-Анж 46°48′52.04″ пн. ш. 71°13′54.18″ зх. д. / 46.8144556° пн. ш. 71.2317167° зх. д.  | Мала центральна частина госпітального цвинтаря містить понад 1000 поховань французьких, британських та індіанських воїнів, багато з яких загинули на Полях Авраама та під Сен-Фуа — у двох вирішальних битвах між Францією та Англією за колоніальну першість у Північній Америці | Memorial in the Hôpital-Général de Québec Cemetery                                                                           |
| Лікарня Hôtel-Dieu de Québec                | 1637 (відкрито)                                                 | 1936      | Місто Квебек 46°48′54.76″ пн. ш. 71°12′38.26″ зх. д. / 46.8152111° пн. ш. 71.2106278° зх. д.     | Перший постійний госпіталь, влаштований у Північній Америці на північ від Мексики | Exterior view of the hospital                                                                                                |
| La Fabrique                                 | 1871 (завершено)                                                | 2011      | Місто Квебек 46°48′45″ пн. ш. 71°13′34″ зх. д. / 46.81250° пн. ш. 71.22611° зх. д.               | Колишній корпус виробництва корсетів у Домініоні; приклад використання праці жінок у текстильній індустрії Канади | La Fabrique |
| Дім Лойоли / Національний навчальний корпус | 1823 (завершено)                                                | 1989      | Місто Квебек 46°48′44.97″ пн. ш. 71°12′44.61″ зх. д. / 46.8124917° пн. ш. 71.2123917° зх. д.     | Найдавніший з відомих громадських будинків у стилі неоготичного історизму в Канаді; споруджений для навчання сиріт, слідом за прийняттям моделі Національного товариства поширення релігійної освіти, у будинку проводились численні освітні та доброчинні програми, він був перейменований на Дім Лойоли після того, як його перебрали єзуїти в 1904 році                                                        | Exterior view of the Loyola House / National School Building                                                                 |
| Мезон-Малу                                  | 1737 (перший поверх завершено), 1767 (додано другий поверх)     | 1958      | Місто Квебек 46°48′42.62″ пн. ш. 71°12′23.18″ зх. д. / 46.8118389° пн. ш. 71.2064389° зх. д.     | Двоповерховий кам'яний будинок, який служив житлом для багатьох славних постатей Нової Франції та Британської колоніальної адміністрації, зокрема як місце військової ради, що керувала Квебеком від 1760 до 1764 років і стала штабом місцевого ополчення | Exterior view of the front facade of Maillou House                                                                           |
| Міський арсенал Квебека                     | 1887 (завершено)                                                | 1986      | Місто Квебек 46°48′22.68″ пн. ш. 71°12′50.4″ зх. д. / 46.8063000° пн. ш. 71.214000° зх. д.       | Спланований квебекським архітектором Еженом-Етьєном Таше, він був попередником стилю "шато" в канадській архітектурі; унікальний серед арсеналів у Канаді своїм плануванням, був сильно зруйнований пожежею в 2008 році | Headquarters and Barracks of Les Voltigeurs de Québec, Quebec City Canada. In the foreground is the Regimental War Memorial. |
| Парк Монморенсі                             | 1908 (парк закладено)                                           | 1966      | Місто Квебек 46°48′49.05″ пн. ш. 71°12′14.64″ зх. д. / 46.8136250° пн. ш. 71.2040667° зх. д.     | Міський парк, що становить частину міських укріплень Квебека. На цих ґрунтах колись був будинок Парламенту провінції Канада між 1841 і 1866, тут проходила Квебекська конференція 1864 року, на якій були вироблені обриси договору про Конфедерацію, а також тут якийсь час була Законодавча асамблея Квебеку | Statue of George-Étienne Cartier in Montmorency Park                                                                         |
| Моррін-Коледж / Колишня тюрма Квебека       | 1814 (завершено)                                                | 1981      | Місто Квебек 46°48′45.74″ пн. ш. 71°12′37.77″ зх. д. / 46.8127056° пн. ш. 71.2104917° зх. д.     | Чотириповерхова кам'яна тюрма впаладіанському стилі, перероблена на колегіум та Літературно-історичне товариство Квебеку в 19 ст.; перша тюрма в Канаді, яка втілювала ідеї британського реформатора Джона Говарда | Front facade of Morrin College                                                                                               |
| Кладовище Маунт-Ермон                       | 1848 (розпочато)                                                | 2007      | Місто Квебек 46°46′42.64″ пн. ш. 71°14′47.65″ зх. д. / 46.7785111° пн. ш. 71.2465694° зх. д.     | Перше сільське кладовище в Канаді, закладене в селищі Сіллері, тоді поза межами міста Квебек, створене через брак місця на старому протестантському місці захоронень; надгробки та важливі особи, поховані під ними, відображають багато аспектів історії міста, провінції та всієї Канади | Forsyth family grave marker in the Mount Hermon Cemetery                                                                     |
| Нова митниця Квебека                        | 1860 (завершено)                                                | 1972      | Місто Квебек 46°49′2.43″ пн. ш. 71°12′4.5″ зх. д. / 46.8173417° пн. ш. 71.201250° зх. д.         | Неокласичний кам'яний будинок митниці з деталями італійського стилю; споруда відображає виняткове зростання міста Квебек як комерційного і політичного центру в середині 19 ст. | Exterior view of New Quebec Custom House                                                                                     |
| Церква Нотр-Дам-де-Лоретт                   | 1722 (перша церква збудована), 1865 (збудована нинішня споруда) | 1981      | Wendake 46°51′22.32″ пн. ш. 71°21′16.92″ зх. д. / 46.8562000° пн. ш. 71.3547000° зх. д.          | Церква в самій середині давнього історичного кварталу Вендак; облаштування цієї єзуїтської місії було важливим кроком у міграції народів гуронів-вендатів | Exterior view of Notre-Dame-de-Lorette Church                                                                                |
| Римо-католицький собор Нотр-Дам             | 1647 (завершено)                                                | 1989      | Quebec City 46°49′2.43″ пн. ш. 71°12′4.5″ зх. д. / 46.8173417° пн. ш. 71.201250° зх. д.          | Перша парафіяльна церква колонії Нова Франція; збудована в 1647, теперішня Катедра несе сліди багатьох реконструкцій і є важливим зразком сакральної архітектури у Квебеку | Exterior view of the Notre-Dame Roman Catholic Cathedral                                                                     |
| Церква Нотр-Дам-Віктуар                     | 1688 (завершено)                                                | 1988      | Quebec City 46°48′46.08″ пн. ш. 71°12′9.72″ зх. д. / 46.8128000° пн. ш. 71.2027000° зх. д.       | Збудована на ґрунтах Габітації 1608 Самюеля де Шамплена, перша капітальна французька споруда у Північній Америці, символ французької присутності в Північній Америці | Exterior view of Notre-Dame-des-Victoires Church                                                                             |
| Будинок старої митниці Квебека              | 1832 (завершено)                                                | 1990      | Quebec City 46°48′36.95″ пн. ш. 71°12′10.91″ зх. д. / 46.8102639° пн. ш. 71.2030306° зх. д.      | Чудовий і рідкісний уцілілий зразок неокласичного державного будинку 1830-х років | Exterior view of Old Quebec Custom House                                                                                     |
| Старий історичний квартал Вендак            | 1697 (закладено)                                                | 2000      | Вендак 46°51′41.3″ пн. ш. 71°21′25.6″ зх. д. / 46.861472° пн. ш. 71.357111° зх. д.               | Громада гуронів-вендатів, створена тими, що вижили після винищення гуронів у 17 ст. | Streetscape in Wendake |
| Квебекський міст                            | 1917 (завершено)                                                | 1995      | Місто Квебек 46°44′43.72″ пн. ш. 71°17′16.06″ зх. д. / 46.7454778° пн. ш. 71.2877944° зх. д.     | Консольний міст із найдовшими в світі прогонами, перший у Північній Америці, споруджений з використанням нікелевої сталі | View of Quebec Bridge |
| Цитадель Квебека                            | 1720 (створено); 1832 (завершено)                               | 1946      | Місто Квебек 46°48′28.45″ пн. ш. 71°12′30.55″ зх. д. / 46.8079028° пн. ш. 71.2084861° зх. д.     | Фортеця, розташована на мисі Діамант, частина укріплень міста Квебека; друга резиденція генерал-губернатора і церемоніальна домівка 22-го Королівського полку, найвідомішого франкофонного військового з'єднання Канадських збройних сил | View of the gate of the Quebec Citadel                                                                                       |
| Міська рада Квебека                         | 1896 (завершено)                                                | 1984      | Місто Квебек 46°48′50.08″ пн. ш. 71°12′28.63″ зх. д. / 46.8139111° пн. ш. 71.2079528° зх. д.     | Ратуша пізньо-вікторіанської архітектури, чий пишний еклектичний екстер'єр і багато декоровані інтер'єри роблять її однією з найімпозантніших муніципальних споруд у Канаді | View of the Quebec City Hall                                                                                                 |
| Будинок суду Квебека                        | 1887 (завершено)                                                | 1981      | Місто Квебек 46°48′43.86″ пн. ш. 71°12′23.14″ зх. д. / 46.8121833° пн. ш. 71.2064278° зх. д.     | Будинок суду в стилі Другої імперії, спроєктований Еженом-Етьєном Таше; служив за призначенням майже століття, є символом судової влади у провінції Квебек | View of the Quebec Court House                                                                                               |
| Гарнізонний клуб Квебека                    | 1816 (будова завершена), 1879 (клуб створено)                   | 1999      | Місто Квебек 46°48′34.32″ пн. ш. 71°12′38.99″ зх. д. / 46.8095333° пн. ш. 71.2108306° зх. д.     | Початково сконструйований як адміністративна штаб-квартира Копусу королівських інженерів, будинок був частиною оборонних споруд міста Квебек; у 1879 офіцери Канадської міліції створили єдиний у Канаді військовий клуб, що дотримувався британської колоніальної традиції спілкування військових офіцерів та впливового цивільного керівництва. Відповідальним секретарем клубу в 1960-х був Г'ю Гамільтон Сміт | Exterior view of the Garrison Club from Côte de la Citadelle                                                                 |
| Вежі Мартелло у Квебеку                     | 1812 (завершено)                                                | 1990      | Місто Квебек 46°48′33.66″ пн. ш. 71°13′38.49″ зх. д. / 46.8093500° пн. ш. 71.2273583° зх. д.     | Три вежі Martello, споруджені на певній віддалі одна від одної, також частина фортифікацій міста Квебек; символізують важливість міста Квебек і його укріплень для захисту Британської Північної Америки на початку 19 ст. | Exterior view of one of the Martello Towers                                                                                  |
| Квебекська семінарія                        | 1663 (створено)                                                 | 1929      | Місто Квебек 46°48′52.75″ пн. ш. 71°12′20.52″ зх. д. / 46.8146528° пн. ш. 71.2057000° зх. д.     | Один з найстарших навчальних закладів у Канаді | Exterior view of the Quebec Seminary                                                                                         |
| Фортеця і замок Сен-Луї                     | 1620 (перша будівля на ділянці)                                 | 2002      | Місто Квебек 46°48′44.64″ пн. ш. 71°12′15.84″ зх. д. / 46.8124000° пн. ш. 71.2044000° зх. д.     | Археологічні рештки чотирьох фортів і трьох замків французької та британської адміністрацій; осідок колоніальної влади на період більш ніж 200 років, місце офіційної резиденції 32 з 40 генерал-губернаторів колоніального періоду | Exterior view of the ruins of the Saint-Louis forts and châteaux                                                             |
| Суелл-Гауз                                  | 1804 (завершено)                                                | 1969      | Місто Квебек 46°48′35.1″ пн. ш. 71°12′36.76″ зх. д. / 46.809750° пн. ш. 71.2102111° зх. д.       | Двоповерхова паладіанська резиденція Генерального судді Джонатана Суелла; ілюструє розвиток Верхнього міста Квебека на початку 19 ст. | Exterior view of the Sewell House                                                                                            |
| Тету-Гауз                                   | 1854 (завершено)                                                |           | Місто Квебек 46°48′36.21″ пн. ш. 71°12′23.81″ зх. д. / 46.8100583° пн. ш. 71.2066139° зх. д.     | Триповерховий кам'яний міський будинок, збудований у неокласичному стилі Шарлем Балларже; чудовий приклад міських житлових будинків, збудованих для багатих канадських купців у середині 19 ст. | Têtu House |
| Монастир сестер урсулянок                   | 1639 (закладено)                                                | 1972      | Місто Квебек 46°48′43.54″ пн. ш. 71°12′29.26″ зх. д. / 46.8120944° пн. ш. 71.2081278° зх. д.     | Комплекс кам'яних будинків 17, 18 і 19 ст.; найбільшим з яких є старий монастир 17 ст. з каплицею й алтарем, спорудженим у 1730 — майстерним витвором франкоканадської дерев'яної скульптури | The interior of the Ursuline chapel in 1890                                                                                  |